# Valeriano Nchama
Valeriano Jesús Nchama Oyono (Malabo, 18 giugno 1995) è un calciatore equatoguineano, centrocampista del Campodarsego.

## Carriera

### Club
Si è trasferito in Italia con la famiglia all'età di 3 anni. Inizia a giocare a calcio a Limbiate, suo comune di residenza, per poi giocare in altre società dilettantistiche lombarde.
Nel 2012 passa dall'Aldini Bariviera al settore giovanile dell'Inter. Nel gennaio del 2014 è stato ceduto in prestito per sei mesi al Varese, in Serie B.
Nella stagione 2014-2015 gioca in prestito all'Altovicentino, squadra del girone C di Serie D, con cui esordisce anche in Coppa Italia. In seguito milita ancora in Serie D con Montebelluna, ancora Altovicentino e Vigasio; a fine dicembre 2016 scende in Eccellenza con i piacentini del Nibbiano & Valtidone. Nella successiva sessione estiva di mercato torna al Montebelluna, in Serie D dove trascorre tre stagioni. Per la stagione 2020-2021 passa alla formazione friulana della Manzanese, in Serie D anche la stagione seguente vestendo la maglia dell'Arzignano. Dopo la vittoria del campionato rinnova il suo contratto tornando così tra i professionisti.
Nell'estate 2023 si trasferisce al Cjarlins Muzane, tornando in Serie D. Con la squadra friulana raccoglie 30 presenze stagionali complessive, contribuendo alla salvezza stagionale dopo i play-out.
Il 15 giugno 2024 passa al Chievo con cui dopo 12 presenze tra campionato e coppa, risolve il contratto il successivo 7 novembre.

### Nazionale
Il 7 settembre 2013 ha esordito in nazionale, nella partita valida per le qualificazioni ai Mondiali del 2014 persa per 3-2 sul campo della Sierra Leone.

## Statistiche

### Presenze e reti nei club
Statistiche aggiornate al 4 maggio 2025.
| Stagione                    | Squadra                     | Campionato                  | Campionato | Campionato | Coppe nazionali | Coppe nazionali | Coppe nazionali | Coppe continentali | Coppe continentali | Coppe continentali | Altre coppe | Altre coppe | Altre coppe | Totale | Totale |
| Stagione                    | Squadra                     | Comp                        | Pres       | Reti       | Comp            | Pres            | Reti            | Comp               | Pres               | Reti               | Comp        | Pres        | Reti        | Pres   | Reti   |
| --------------------------- | --------------------------- | --------------------------- | ---------- | ---------- | --------------- | --------------- | --------------- | ------------------ | ------------------ | ------------------ | ----------- | ----------- | ----------- | ------ | ------ |
| 2014-2015                   | AltoVicentino               | D                           | 17+2       | 1          | CI              | 1               | 0               | -                  | -                  | -                  | -           | -           | -           | 20     | 1      |
| 2015-gen. 2016              | Montebelluna                | D                           | 14         | 1          | CI              | 0               | 0               | -                  | -                  | -                  | -           | -           | -           | 14     | 1      |
| gen.-giu. 2016              | AltoVicentino               | D                           | 12+1       | 4          | CI              | 0               | 0               | -                  | -                  | -                  | -           | -           | -           | 13     | 4      |
| Totale AltoVicentino        | Totale AltoVicentino        | Totale AltoVicentino        | 29+3       | 5          |                 | 1               | 0               |                    | -                  | -                  |             | -           | -           | 33     | 5      |
| 2016-2017                   | Vigasio                     | D                           | 16         | 1          | -               | -               | -               | -                  | -                  | -                  | -           | -           | -           | 16     | 1      |
| 2017-2018                   | Montebelluna                | D                           | 29         | 1          | CI-D            | 1               | 0               | -                  | -                  | -                  | -           | -           | -           | 30     | 1      |
| 2018-2019                   | Montebelluna                | D                           | 29         | 1          | CI-D            | 0               | 0               | -                  | -                  | -                  | -           | -           | -           | 29     | 1      |
| 2019-2020                   | Montebelluna                | D                           | 25         | 4          | CI-D            | 1               | 1               | -                  | -                  | -                  | -           | -           | -           | 26     | 5      |
| Totale Montebelluna         | Totale Montebelluna         | Totale Montebelluna         | 97         | 7          |                 | 2               | 1               |                    | -                  | -                  |             | -           | -           | 99     | 8      |
| 2020-2021                   | Manzanese                   | D                           | 37+1       | 8          | -               | -               | -               | -                  | -                  | -                  | -           | -           | -           | 38     | 8      |
| 2021-2022                   | Arzignano Valchiampo        | D                           | 27+2       | 3          | CI-D            | 1               | 0               | -                  | -                  | -                  | -           | -           | -           | 30     | 3      |
| 2022-2023                   | Arzignano Valchiampo        | C                           | 23         | 0          | CI-C            | 2               | 0               | -                  | -                  | -                  | -           | -           | -           | 25     | 0      |
| Totale Arzignano Valchiampo | Totale Arzignano Valchiampo | Totale Arzignano Valchiampo | 50+2       | 3          |                 | 3               | 0               |                    | -                  | -                  |             | -           | -           | 55     | 3      |
| 2023-2024                   | Cjarlins Muzane             | D                           | 28+1       | 1          | CI-D            | 1               | 0               | -                  | -                  | -                  | -           | -           | -           | 30     | 1      |
| lug.-nov. 2024              | Chievo                      | D                           | 11         | 0          | CI-D            | 1               | 0               | -                  | -                  | -                  | -           | -           | -           | 12     | 0      |
| nov. 2024-2025              | Campodarsego                | D                           | 19         | 1          | CI-D            | 0               | 0               | -                  | -                  | -                  | -           | -           | -           | 19     | 1      |
| Totale carriera             | Totale carriera             | Totale carriera             | 287+7      | 26         |                 | 8               | 1               |                    | -                  | -                  |             | -           | -           | 302    | 27     |

### Cronologia presenze e reti in nazionale
| Cronologia completa delle presenze e delle reti in nazionale ― Guinea Equatoriale | Cronologia completa delle presenze e delle reti in nazionale ― Guinea Equatoriale | Cronologia completa delle presenze e delle reti in nazionale ― Guinea Equatoriale | Cronologia completa delle presenze e delle reti in nazionale ― Guinea Equatoriale | Cronologia completa delle presenze e delle reti in nazionale ― Guinea Equatoriale | Cronologia completa delle presenze e delle reti in nazionale ― Guinea Equatoriale | Cronologia completa delle presenze e delle reti in nazionale ― Guinea Equatoriale | Cronologia completa delle presenze e delle reti in nazionale ― Guinea Equatoriale |
| Data                                                                              | Città                                                                             | In casa                                                                           | Risultato                                                                         | Ospiti                                                                            | Competizione                                                                      | Reti                                                                              | Note                                                                              |
| --------------------------------------------------------------------------------- | --------------------------------------------------------------------------------- | --------------------------------------------------------------------------------- | --------------------------------------------------------------------------------- | --------------------------------------------------------------------------------- | --------------------------------------------------------------------------------- | --------------------------------------------------------------------------------- | --------------------------------------------------------------------------------- |
| 4-9-2013                                                                          | Malabo                                                                            | Guinea Equatoriale                                                                | 1 – 1                                                                             | Libia                                                                             | Amichevole                                                                        | -                                                                                 | Ingresso                                                                          |
| 7-9-2013                                                                          | Freetown                                                                          | Sierra Leone                                                                      | 3 – 2                                                                             | Guinea Equatoriale                                                                | Qual. Mondiali 2014                                                               | -                                                                                 | 46’                                                                               |
| 16-11-2013                                                                        | Malabo                                                                            | Guinea Equatoriale                                                                | 1 – 2                                                                             | Spagna                                                                            | Amichevole                                                                        | -                                                                                 | 60’                                                                               |
| 17-5-2014                                                                         | Nouakchott                                                                        | Mauritania                                                                        | 3 – 0 tav                                                                         | Guinea Equatoriale                                                                | Qual. Coppa d'Africa 2015                                                         | -                                                                                 | 70’                                                                               |
| 9-10-2017                                                                         | Bata                                                                              | Guinea Equatoriale                                                                | 3 – 1                                                                             | Mauritius                                                                         | Amichevole                                                                        | -                                                                                 | Uscita                                                                            |
| 28-5-2018                                                                         | Machakos                                                                          | Kenya                                                                             | 1 – 0                                                                             | Guinea Equatoriale                                                                | Amichevole                                                                        | -                                                                                 | 46’                                                                               |
| 8-9-2018                                                                          | Bata                                                                              | Guinea Equatoriale                                                                | 1 – 0                                                                             | Sudan                                                                             | Qual. Coppa d'Africa 2019                                                         | -                                                                                 | 70’                                                                               |
| 11-11-2020                                                                        | Il Cairo                                                                          | Libia                                                                             | 2 – 3                                                                             | Guinea Equatoriale                                                                | Qual. Coppa d'Africa 2021                                                         | -                                                                                 | 90+5’                                                                             |
| 15-11-2020                                                                        | Bata                                                                              | Guinea Equatoriale                                                                | 1 – 0                                                                             | Libia                                                                             | Qual. Coppa d'Africa 2021                                                         | -                                                                                 | 86’                                                                               |
| Totale                                                                            |                                                                                   | Presenze                                                                          | 9                                                                                 |                                                                                   | Reti                                                                              | 0                                                                                 |                                                                                   |

## Palmarès
- Serie D: 1

Arzignano Valchiampo: 2021-2022 (girone C)